# 荔波桑
荔波桑（学名：Morus liboensis）为桑科桑属的植物，是中国的特有植物。分布于中国大陆的贵州等地，生长于海拔700米的地区，多生于石灰岩山地，目前尚未由人工引种栽培。
其种加词“liboensis”意为“贵州荔波的”。